# Lac de Van
Pour les articles homonymes, voir Van.
Le lac de Van ou lac Van est le plus grand lac de Turquie et le deuxième plus grand lac d'Asie de l'Ouest (après le lac d'Ourmia). Il est situé dans le sud du haut-plateau arménien dans l'est de la Turquie. Il s'agit d'un lac salé endoréique.

## Toponymie
Le lac de Van est appelé en turc Van Gölü, en arménien Վանա լիճ (Vana lič̣), en kurde Gola Wanê ou behra Wanê, en arménien classique Բզնունեաց ծով (Bznowneac̕ çov) et Ռշտունեաց ծով (Ṙštowneac̕ çov), respectivement mer de Bznunik et mer de Rshtunik.
Dans l'Antiquité, il était appelé en latin Arsissa Palus et en grec Thospitis.

## Géographie

### Topographie
Le lac de Van est situé à l’extrême est du pays, sur le haut-plateau arménien, partagé entre la province de Van et celle de Bitlis ; la ville de Van se trouve sur son rivage oriental. Le lac est entouré de hautes montagnes au sud, de plateaux et de montages à l'est et de volcans à l'ouest,. Le lac de Van est située près de la frontière iranienne ; il présente des caractéristiques communes avec le lac d'Ourmia (salinité, climat, zone de hautes montages endoréiques).
Il fait 120 kilomètres de longueur pour 80 kilomètres de largeur et 171 mètres de profondeur moyenne, 451 mètres au maximum. Sa superficie est de 3 755 km2 et son altitude de 1 640 mètres. Avec le lac Sevan et le lac d'Ourmia c'est l'un des trois grands lacs de l'ancien royaume d'Arménie, surnommés les « mers d'Arménie ». Le lac de Van est le plus grand lac de Turquie et le second plus grand du Moyen-Orient. C'est également le plus grand lac alcalin sur Terre.
Le lac de Van est situé dans la plus importante zone sismique de Turquie (qui s'étale de la mer de Marmara au lac de Van). Le risque sismique y est donc élevé.
Le lac est entouré de zones agricoles productrices de fruits et de céréales.
Le lac compte quatre îles : Gadir (au nord), Çarpanak (à l'est), et Akdamar et Atrek (au sud).

### Akdamar
Dans la partie méridionale du lac, sur la commune de Gevaș (à 44 km de Van, au pied du mont Artos), l'île se situe en plein lac, à une distance de 1 500 à 2 000 mètres du rivage. Des bacs motorisés fonctionnent pour les touristes. L’île est déserte et profite d’un microclimat (la température du lac est de variation lente), la dotant d'une végétation arbustive et florale qui débute avant les autres au printemps. L’île fut un temps le siège du royaume arménien Arçrouni de Vaspourakan, puis un centre cultuel de formation du clergé chrétien ainsi que le siège d'un catholicossat.

## Galerie

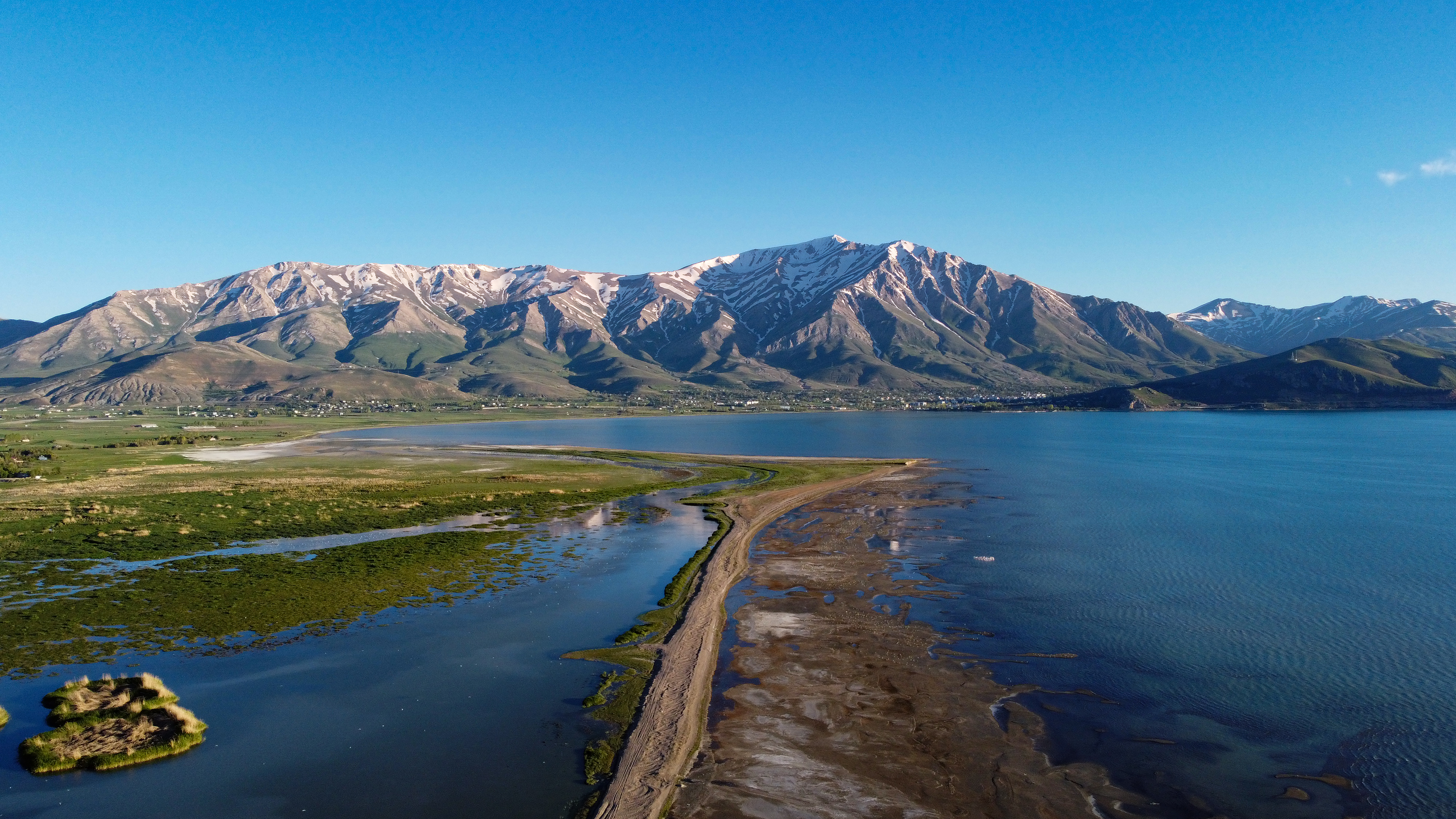
Zone humide du lac avec la ville de Gevaş et le mont Artos (en).
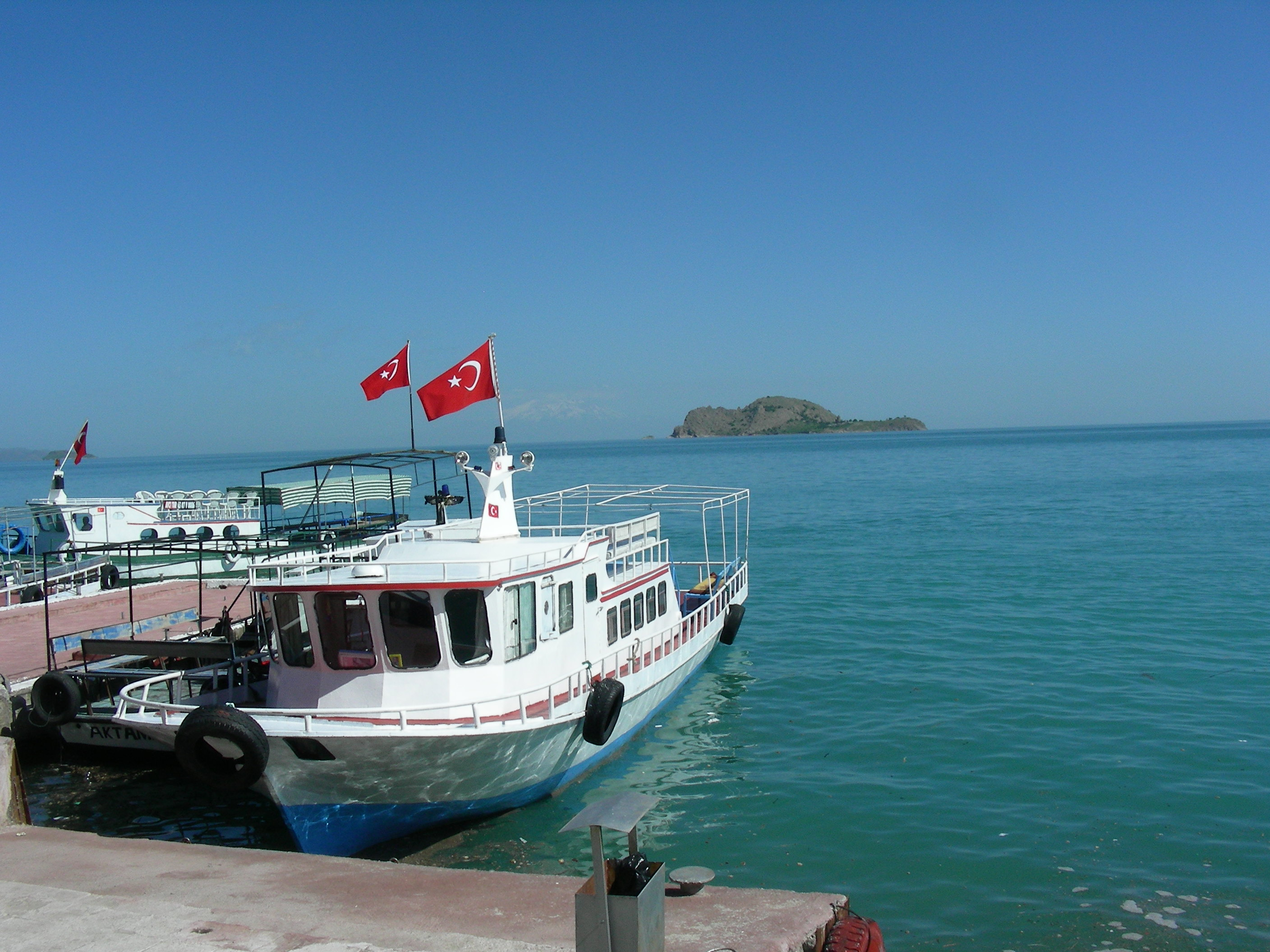
Bateaux au départ de Gevaş.
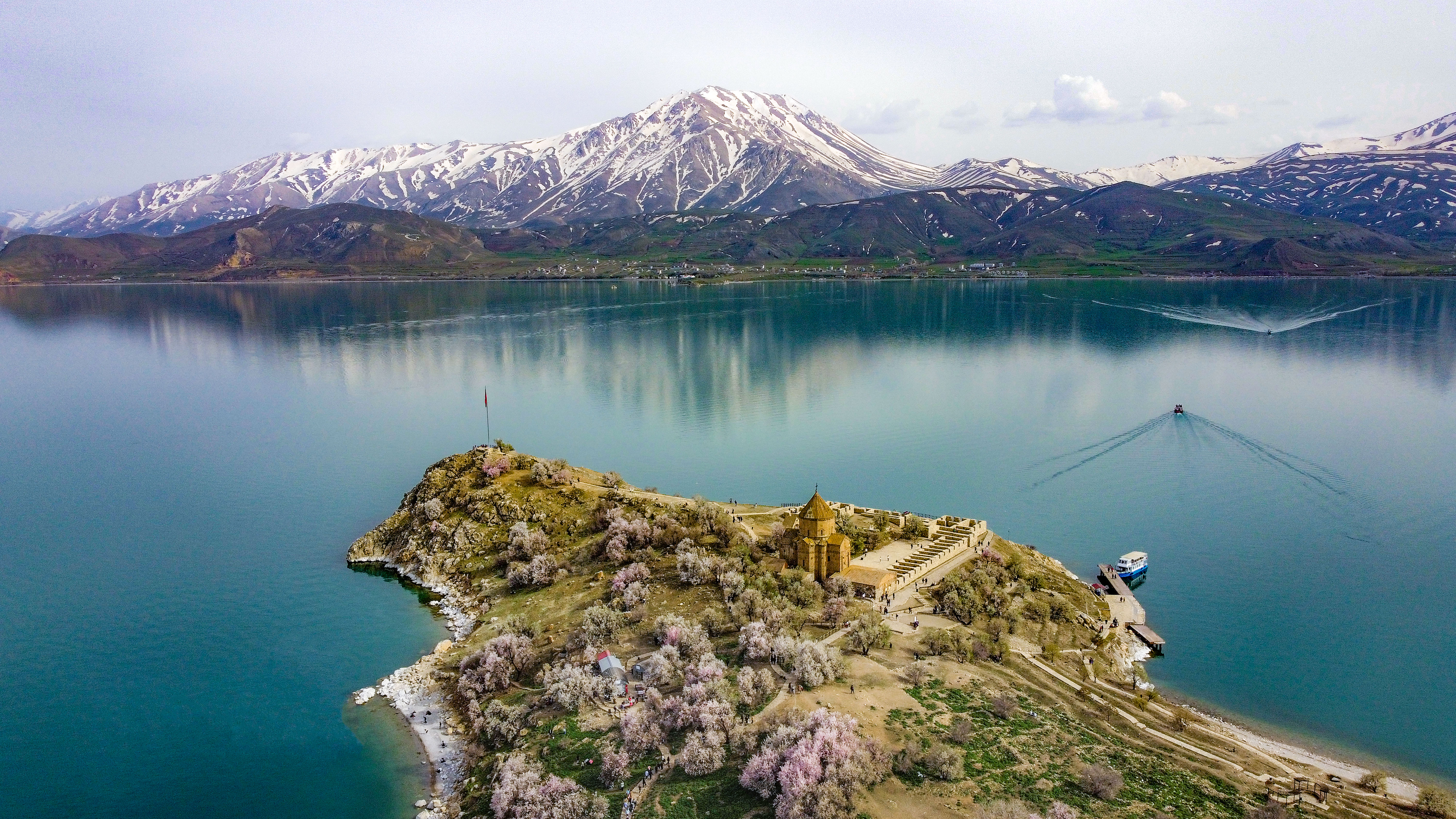
Le lac vu de l'île d'Akdamar.
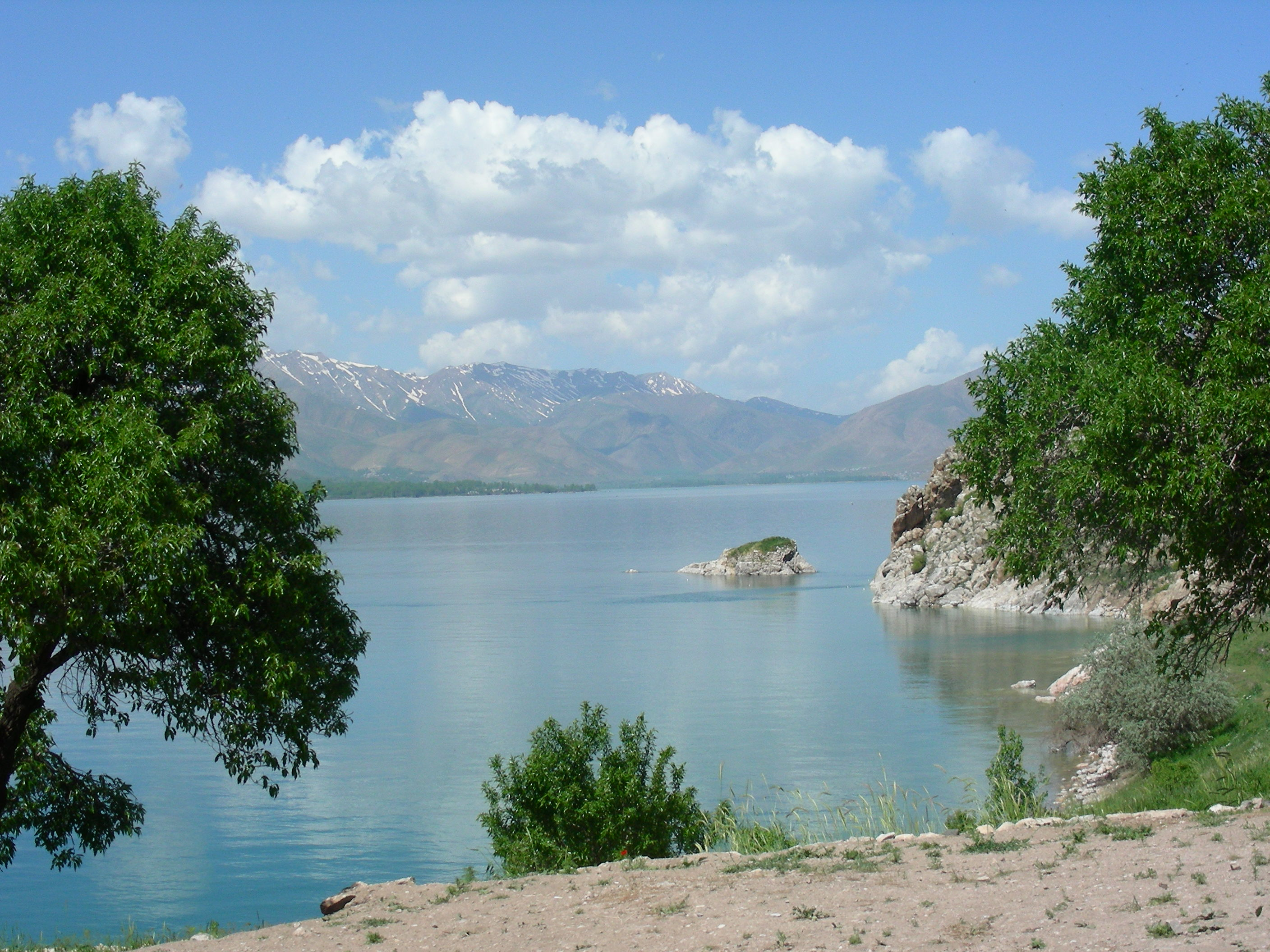
Autre vue depuis l'île d'Akdamar.
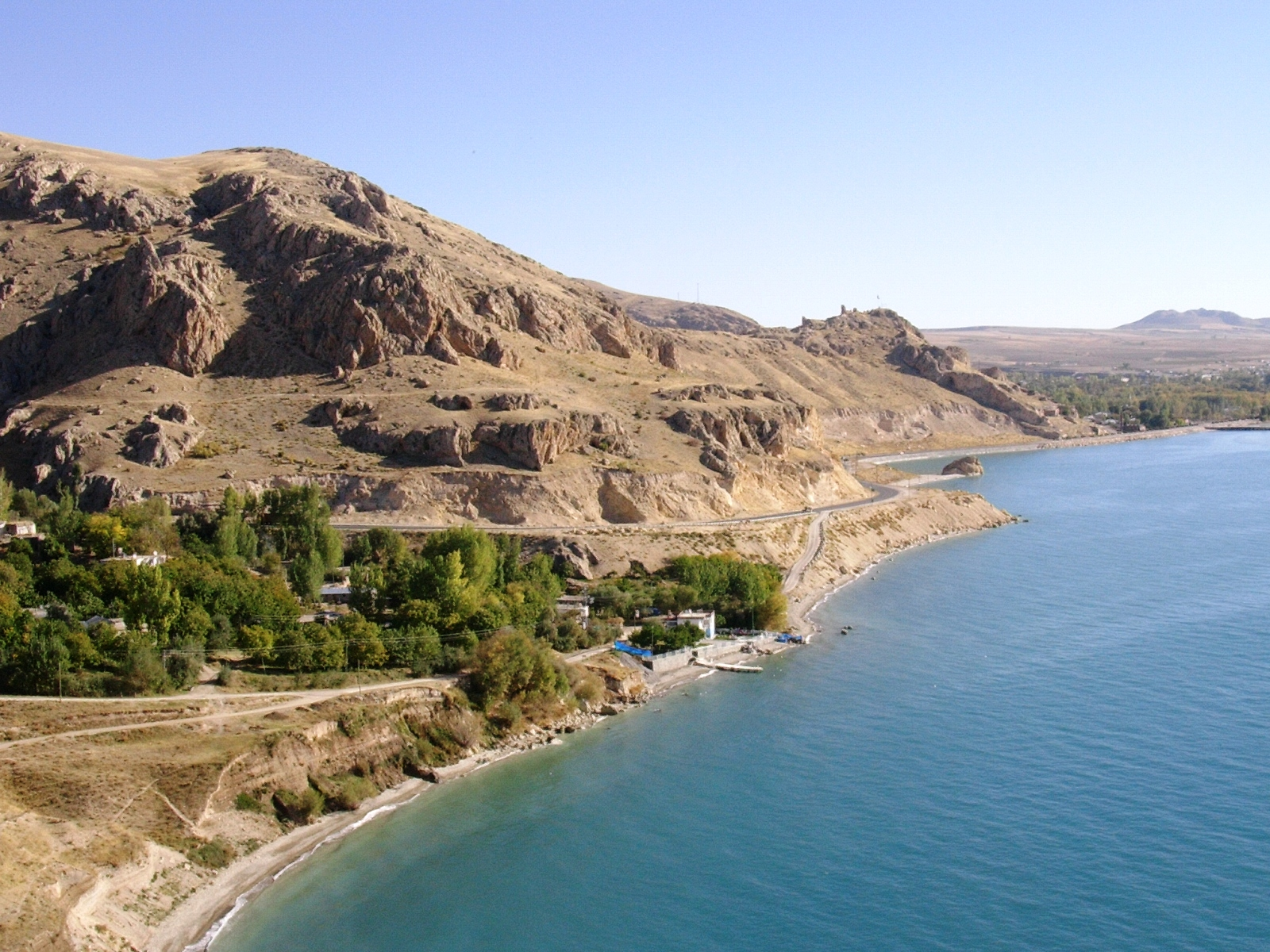
Le lac à Adilcevaz.

L’unique monument est l'église arménienne Sainte-Croix d'Aghtamar, achevée au début du Xe siècle sous le règne du roi arménien Gagik Ier de Vaspourakan, par l’architecte Manuel.

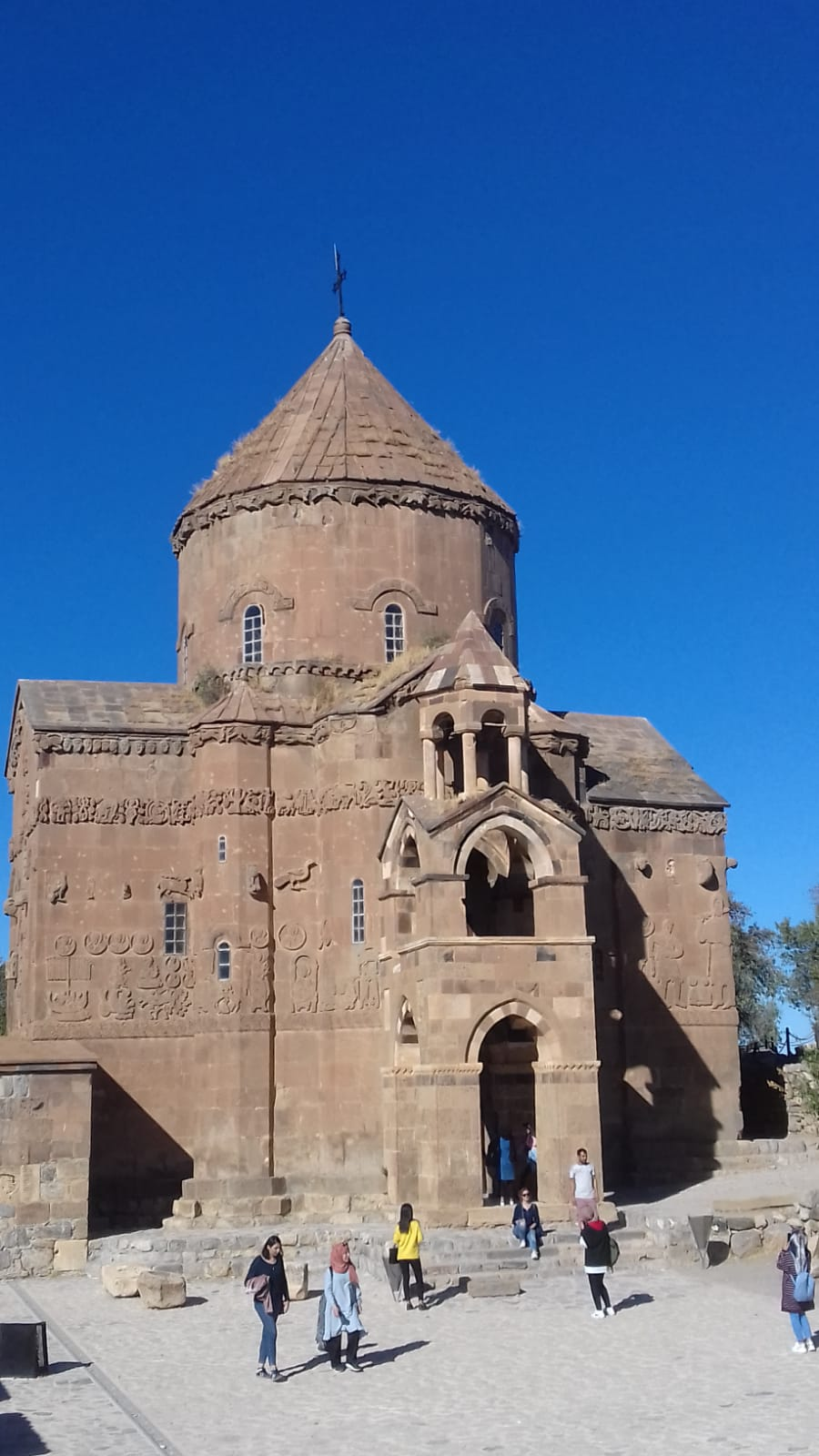
L'église.
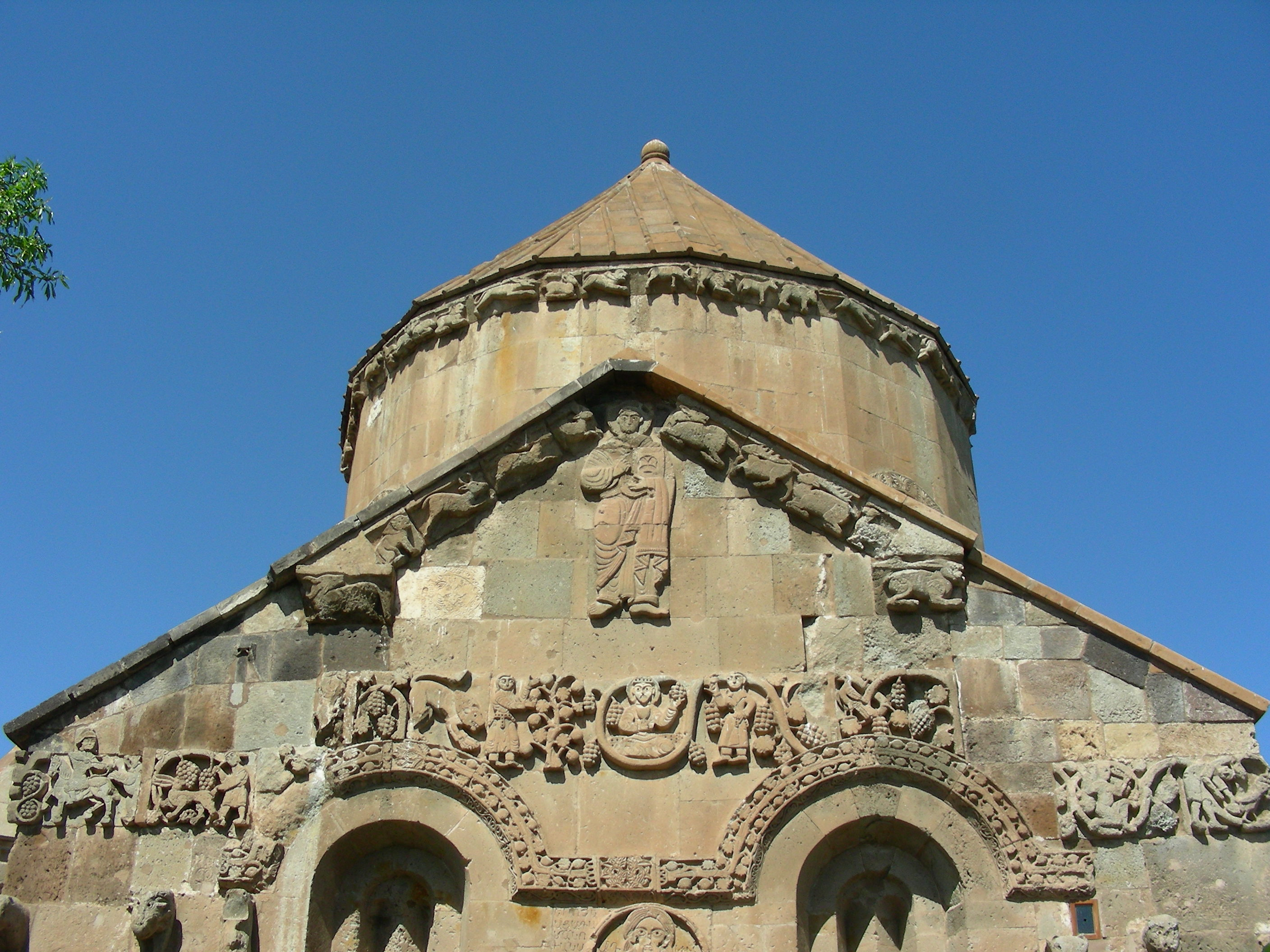
Le clocher avec le haut de la façade.
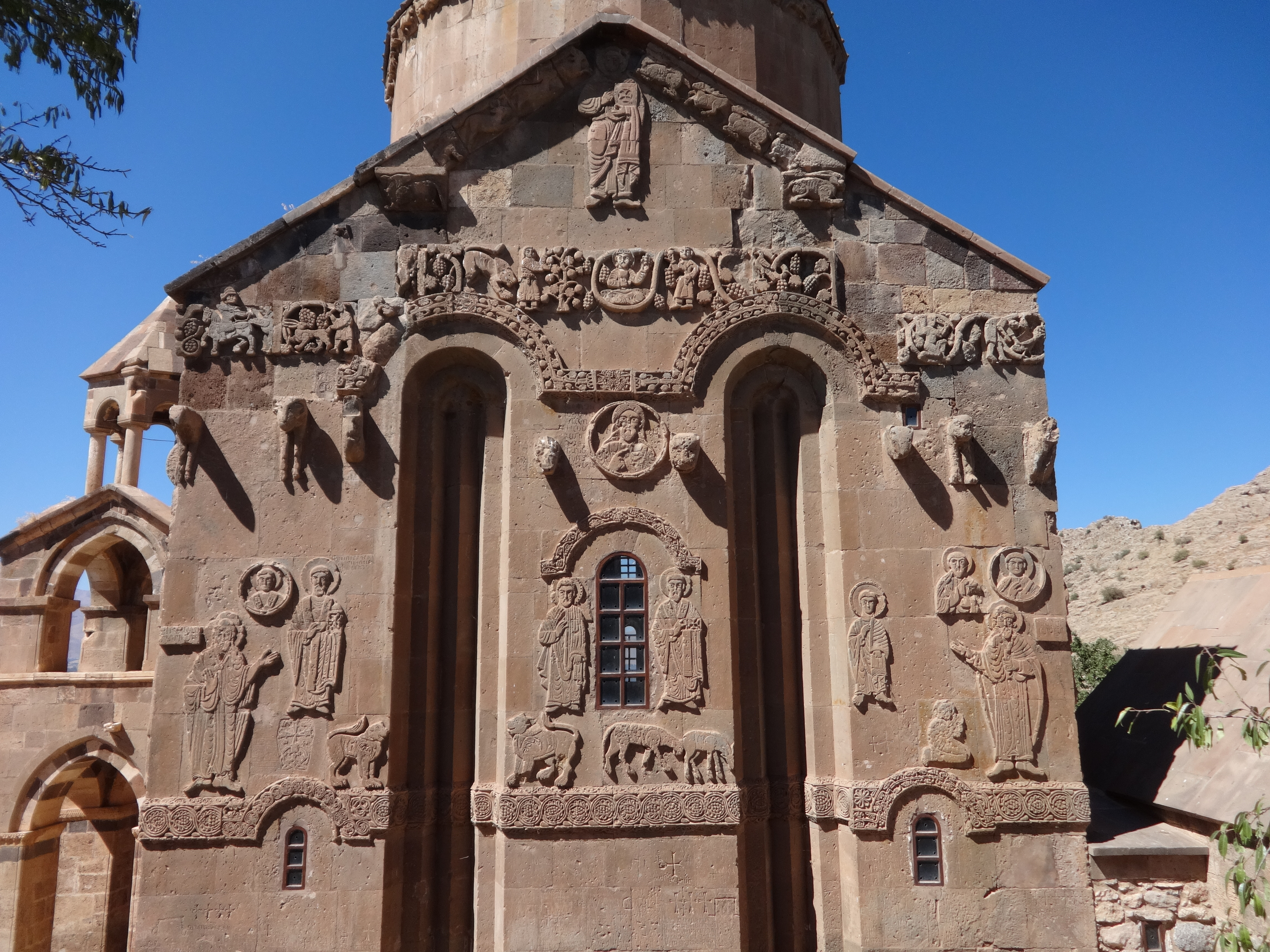
L'absidiole.
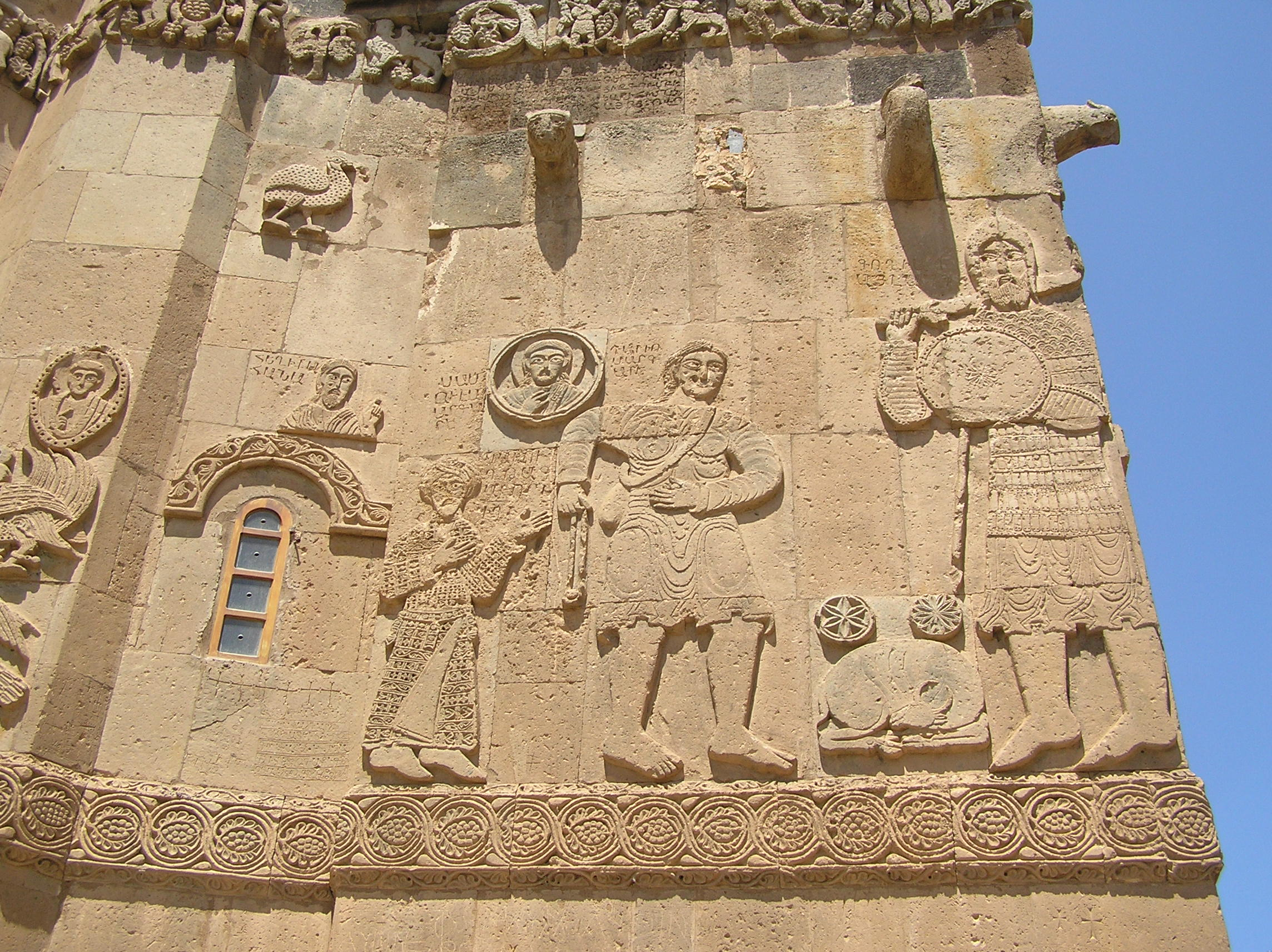
Quelques bas-reliefs.

### Forteresse de Van

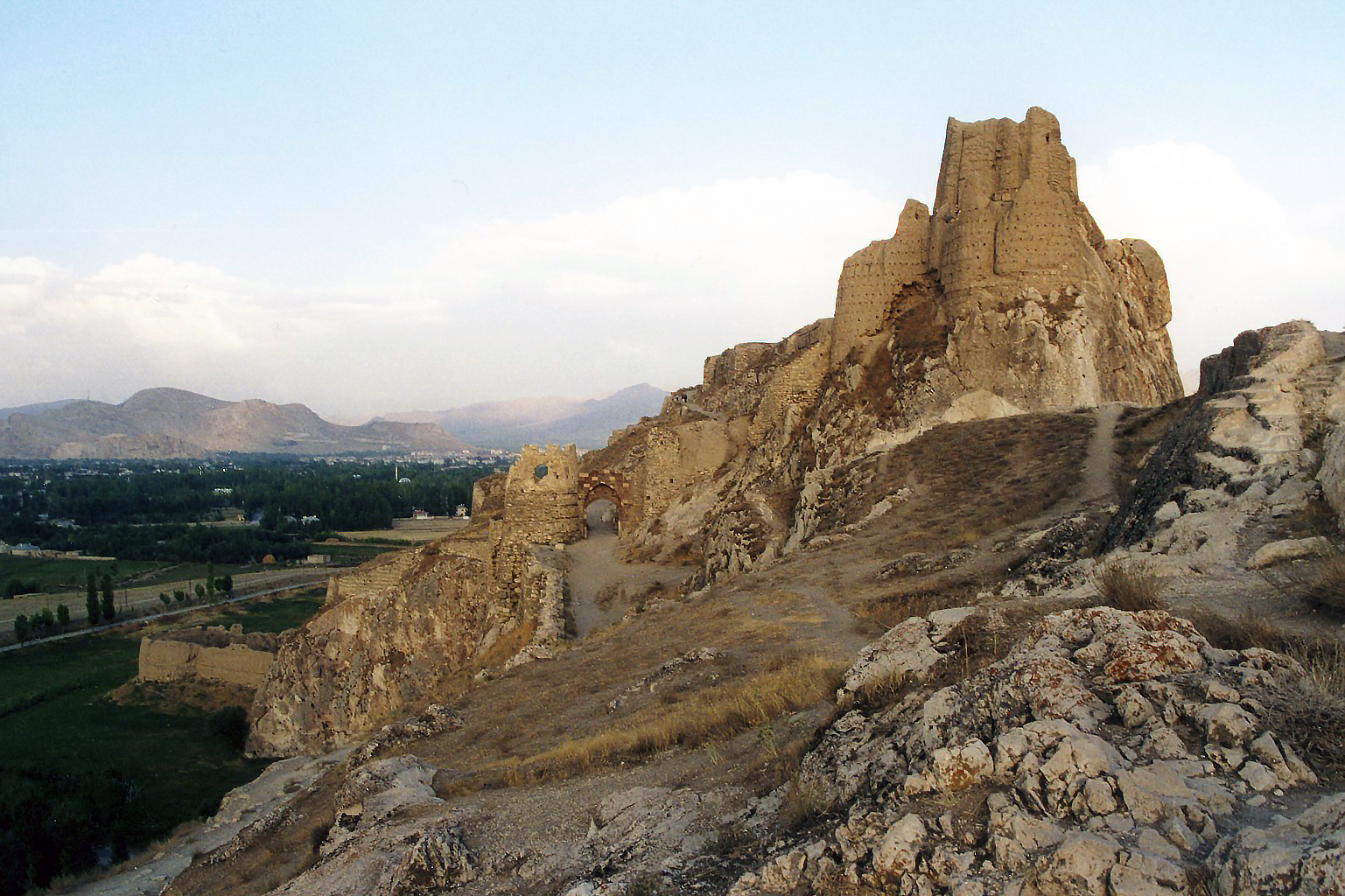
La forteresse de Van.

Forteresse située sur le rivage est du lac de Van, elle se situait à proximité de Tushpa, la capitale du royaume Ururtu (IXe siècle - VIIe siècle av. J.-C.). Cette fortification a été construite à cette époque. Elle est ensuite passée entre les mains des Arméniens, des Romains, des Perses achéménides et sassanides, des Arabes, des Seldjoukides, des Ottomans et des Russes. On y retrouve une inscription attribuée à Xerxès le Grand, roi de la Perse achéménide, datant du Ve siècle av. J.-C.

## Hydrologie

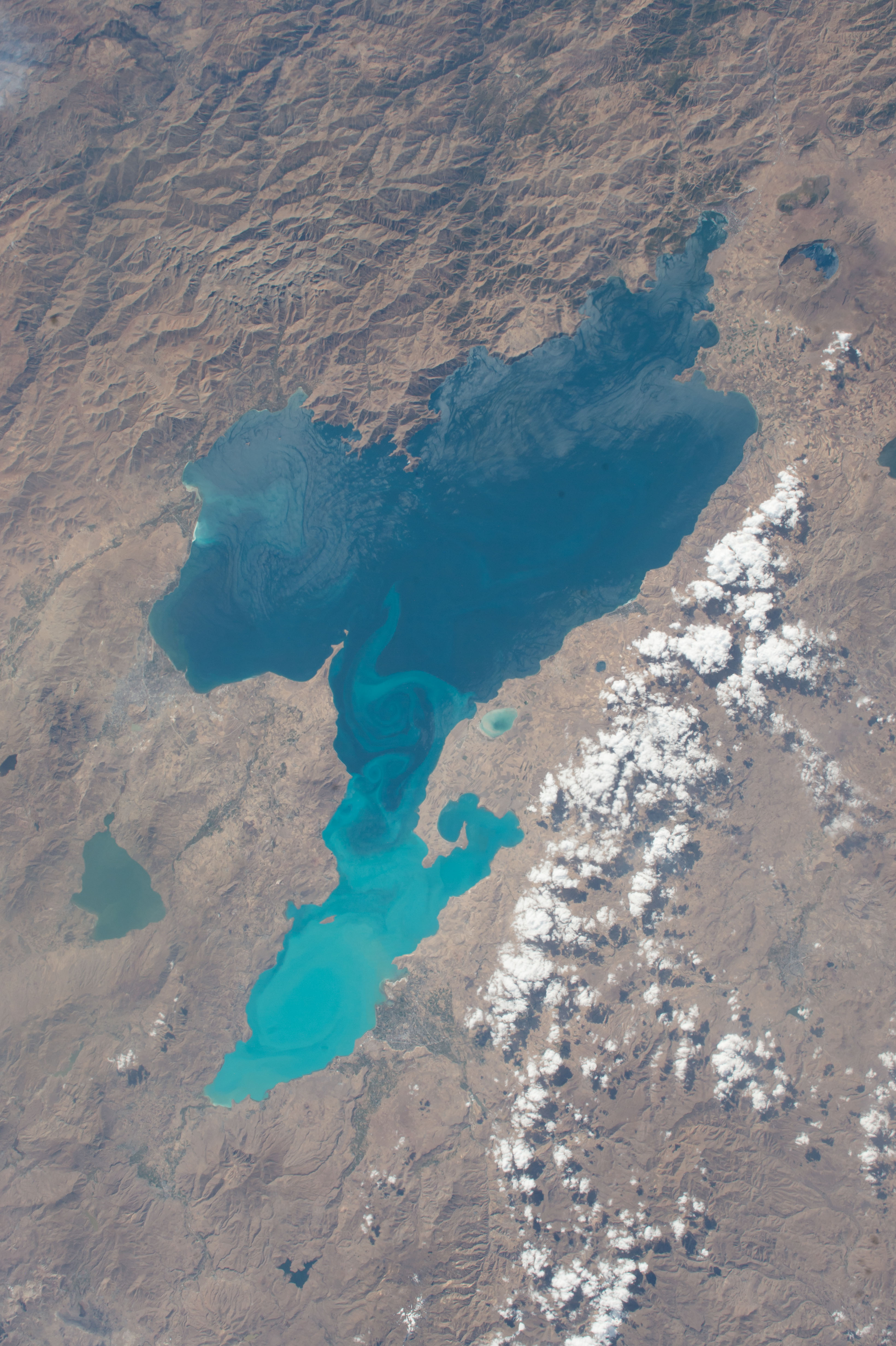
Le lac de Van depuis un satellite.

C'est un lac de soude, salé, endoréique qui reçoit l’eau de nombreux petits cours d’eau qui descendent des montagnes environnantes.
Son eau est donc fortement alcaline (pH de 10) et salée (salinité de 23 g/kg). Elles sont riches en carbonate de sodium et en autres sels, qui sont extraits par évaporation et utilisés comme détergents. Cela retarde le développement de glace à sa surface durant l'hiver. L'eau du lac gèle difficilement, malgré les hivers très froids propres à l'Anatolie intérieure. L'eau n'est pas potable et n'est pas adaptée à l'irrigation. Seules deux espèces endémiques de poisson y vivent.
Le lac reçoit entre 300 et 400 mm de précipitations par an.
Le niveau de l'eau a fortement évolué au cours de l'histoire du lac de Van en raison du changement climatique, d'éruptions volcaniques et de l'activité tectonique. On peut observer sur le rivage sud des terrasses à 110 m au-dessus du niveau actuel du lac et des traces d'érosion de la pierre montrant que le niveau de l'eau a historiquement été plus élevé qu'il ne l'est actuellement.

## Environnement, faune et flore
Le plateau de l'Anatolie est caractérisé par des hivers difficiles et des étés très secs. On y relève des vents violents et secs et des tempêtes de grêle. Cet environnement a permis le développement autour du lac de Van d'une flore de steppe.
La végétation y est assez riche, cependant les spécimens les plus rares se cachent dans les falaises et crevasses qui les protègent des intempéries et leur apportent une irrigation optimale. La flore du lac de Van a fait l'objet de différentes études par des botanistes.
Les sédiments du lac ont permis d'étudier le changement climatique ayant eu lieu dans la zone.
Le lac de Van accueille le plus grand dépôt de microbialite « dépôt sédimentaire rocheux ou benthique constitué de boue carbonatée qui se forme par l'intermédiaire de microbes » au monde.
Le bassin endoréique du lac, composé des cours d'eau qui l'alimentent, abrite plusieurs espèces de poissons, pour la plupart endémiques. On y trouve toutefois des populations introduites, comme des truites arc-en-ciel d'Amérique du Nord ou des truites communes d'Europe, toutes deux observées dans le Sapur, un cours d'eau alimentant le lac par le sud-ouest. Leurs introductions respectives, accidentelles, seraient toutes deux liées au développement de la pisciculture dans la région. Ces deux espèces ne cohabitent cependant pas et occupent des portions différentes du Sapur : les truites communes vivent dans la portion supérieure du cours d'eau, à environ 5 km de son embouchure sur le lac ; les truites arc-en-ciel vivent dans sa portion intermédiaire, entre 1 et 3 km. 
Certaines espèces d'ablettes sont endémiques du bassin du lac de Van, comme le darekh (Alburnus tarichi), ou son cousin Alburnus timarensis. Alors qu'Alburnus timarensis ne se trouve que dans les eaux vives de la rivière Karasu, un affluent du lac, le darekh est présent dans tous les cours d'eau du bassin. Si le lac est l'habitat principal du darekh, celui-ci migre vers ces cours d'eau pour pondre entre début mai et mi-juin ; il se retrouve alors, dans la Karasu, en syntopie avec Alburnus timarensis, les deux espèces cohabitant sur les 20 premiers kilomètres de la rivière . De même, on retrouve à cette période le darekh sur le premier kilomètre du Sapur. Sa zone de répartition s'y arrête alors au contact de celle des truites arc-en-ciel, sans que l'on sache si cette limite est due à la présence de ce poisson carnivore ou à la pollution du cours d'eau par un abattoir voisin. 
Le darekh est la seule espèce native présente dans le Sapur. On trouve dans les autres cours d'eau du bassin des populations de trois autres espèces natives : deux cyprinidés (Barbus lacerta et Capoeta damascina) et une loche de pierre, Oxynoemacheilus ercisianus.
Le lac de Van en lui-même est peu propice aux espèces poissonneuses ; le darekh a longtemps été considéré comme le seul poisson du bassin capable de vivre dans ses eaux saumâtres. Toutefois, une population d'Oxynoemacheilus ercisianus y a également été découverte en 2018,. Isolée des populations présentes dans les cours d'eau du bassin, ses individus semblent y vivre de façon permanente. Ils présentent ainsi un certain degré d'adaptation à la vie lacustre, leurs nageoires étant placées plus en arrière que chez leurs congénères des cours d'eau du bassin. On les trouve dans les cavités poreuses du microbialite, au sein de structures en forme de tour de plusieurs mètres de haut. Observés en bien plus grand nombre durant la nuit, ces individus semblent présenter une activité principalement nocturne.
En dehors de ces deux poissons, le lac abrite 103 espèces de phytoplanctons et 36 espèces de zooplanctons.
Les abords du lac sont le berceau du turc de Van ou « chat nageur » qui a la particularité d'aimer l'eau.

## Histoire
Le lac de Van est un des lacs sacrés du peuple arménien. Il est en effet à l'origine de la légende de David de Sassoun, selon laquelle la mère de David serait tombée enceinte après avoir bu trois gorgées d'eau du lac. Le lac de Van voit son niveau baisser considérablement par la sécheresse qui s'installe au Xe siècle en Anatolie.
Le débouché du lac a été obstrué à une certaine période du Pléistocène, lorsque des coulées de lave venant du volcan Nemrut ont bloqué le débouché ouest vers la plaine de Muş. Aujourd’hui dormant, le Nemrut est proche de la rive ouest du lac et un autre stratovolcan dormant, le Süphan Dağı, domine le côté nord du lac.
Le lac de Van a été compris dans le territoire du royaume Urartu entre le XIe et le VIIe siècle av. J.-C. Ce royaume s'étendait sur les territoires actuels de la Turquie, de l'Arménie, de l'Iran et au nord de la Syrie et de l'Irak. Aux Xe – XIe siècle, le lac a été au centre du royaume arménien du Vaspurakan. Actuellement[Quand ?], la zone autour du lac de Van est peuplée principalement de Kurdes, d'Arméniens et d'une minorité de Turcs.

### Le château sous les eaux
Une équipe de plongeurs a (re)découvert en 2016 un site archéologique au large de la ville d'Adilcevaz : un mur d'environ un kilomètre de long, qui s'enfonce dans les profondeurs du lac depuis le port de la commune. Immergées à plus de dix mètres de profondeur, les portions subsistantes s'élèvent jusque trois à quatre mètres de hauteur. Elles seraient maintenues en très bon état grâce aux eaux alcalines du lac,.
L'équipe à l'origine de la découverte, menée par le photographe sous-marin Tahsin Ceylan, a émis l'hypothèse d'un château bâti entre les IXe et VIe siècles av. J.-C. sous l'Urartu,,. Leur analyse s'appuyait sur l'utilisation de pierres de taille (utilisées dans la région principalement par les Urartéens),, dans l'une desquelles figurait un lion taillé (un motif populaire chez eux). Pour Tahsin Ceylan, il revenait cependant aux seuls archéologues de trancher sur l'origine du site ; l'équipe de plongeurs n'en contenait aucun, contrairement à ce qui a pu par la suite être affirmé dans les journaux.
Justement, selon plusieurs archéologues, cette structure serait en réalité plus récente et daterait du Moyen Âge. La technique d'assemblage des pierres ne correspond en effet pas à celle des Urartéens, qui n'utilisaient aucun matériau pour les relier. Selon Paul Zimanski, expert du royaume Urartu, il est probable que des pierres de taille d'anciennes constructions datant de l'époque du royaume Urartu aient été réutilisées pour bâtir un nouvel édifice au Moyen Âge. Des recherches archéologiques complémentaires seraient ainsi nécessaires. 
Si la découverte de Tahsin Ceylan et son équipe a relancé l'intérêt pour ce site, plusieurs publications des années 1950 et 1960 semblent l'avoir déjà mentionné. En particulier, un article de 1958 évoque vers cet endroit un « château médiéval » construit en réutilisant des blocs de pierre taillés par les Urartéens il y a 3000 ans. Un rapport de 1959 mentionne quant à lui dans le lac un « mur postérieur à l'époque ururtéenne » sur lequel figure une inscription vieille de 2 700 ans. Dans ce texte figurent deux personnages urartéens : un roi dénommé Rusa et le dieu Haldi.

## Tourisme

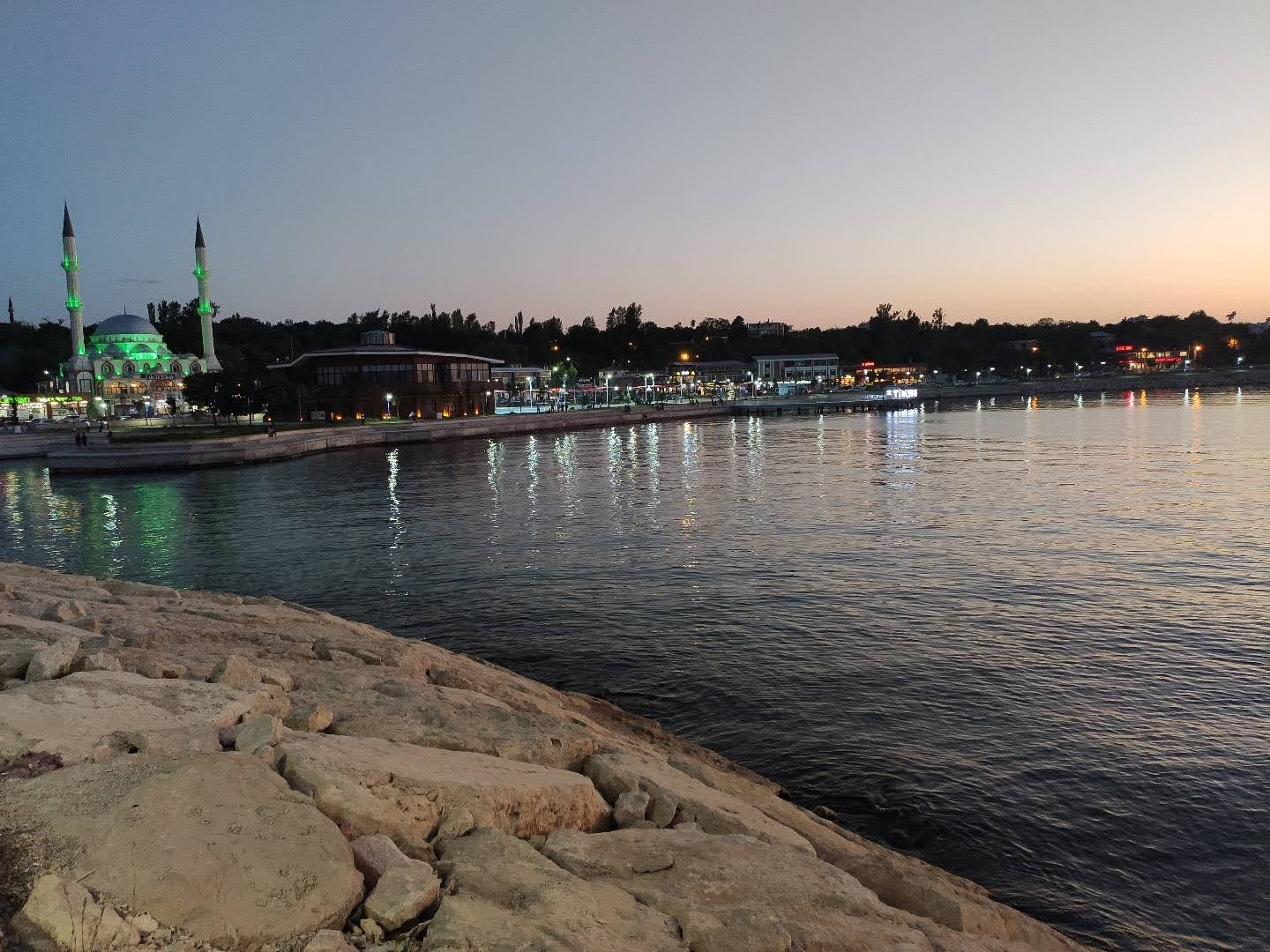
Le lac à Edremit.

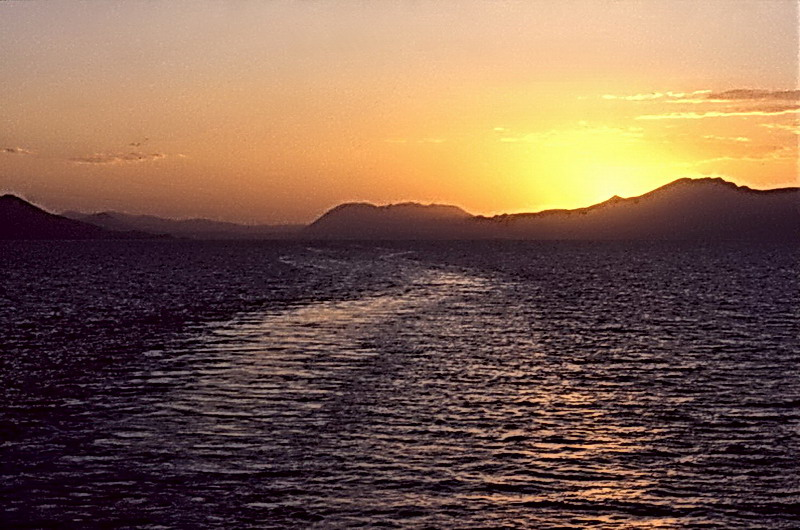
Coucher de soleil sur le lac vu d'un ferry-boat.

C’est un lieu de villégiature principalement régional. Des plages de sable, bien desservies par les transports et accessibles par une route circulaire, sont fréquentées dès la mi-mai. Le lac de Van est situé à 19h de bus d'Ankara et à 25h d'Istanbul. La gare ferroviaire la plus proche se situe à Tatvan. L'aéroport le plus proche est celui de Van Ferit Melen.
L’eau claire et d’une haute densité est agréable pour la baignade. Les bords sont souvent peu profonds. Les principales localités sont reliées également par de petits bateaux. Un ferry-boat fait la traversée de Van à Tatvan.
- Les ruines de Tushpa, l'ancienne capitale de l'Urartu. La forteresse de Van les surplombant.
- Edremit, à 18 km de Van, est une des localités les plus plaisantes.
- Çatak, à 86 km de Van, est un lieu champêtre au confluent de deux rivières. C'est un centre de pêche et de chasse.
- Le canal d'irrigation de Șamran, de 65 km de longueur, dont la première construction aurait été initiée par le roi urartéen Menua (VIIIe siècle av. J.-C.).
- Ganiysippi, à 60 km de Van, est une source surgissant du bas d’une falaise (dite la « source argentée »).
- Bendimahi Çağlayani, à 100 km de Van, est une cascade à plusieurs niveaux de la rivière Bendimahi qui se déverse plus loin dans le lac.
- Amik, à 30 km de Van, lieu connu de vacances estivales, possède plusieurs plages naturelles.

## Le lac de Van dans la culture artistique
Une partie de l'action du livre Délivrance (Mutluluk) de Zülfü Livaneli, célèbre auteur turc, a lieu dans un village rural sur les berges du lac de Van. Ce roman a été adapté en film en 2007.
La scène finale du film Aurore sur le Lac de Van d'Artak Igityan, réalisateur arménien, se déroule sur les berges du lac de Van.
Les héros du roman Loin d'Alexis Michalik se rendent sur les rives du lac à la recherche d'une tombe familiale.